# Скородинці

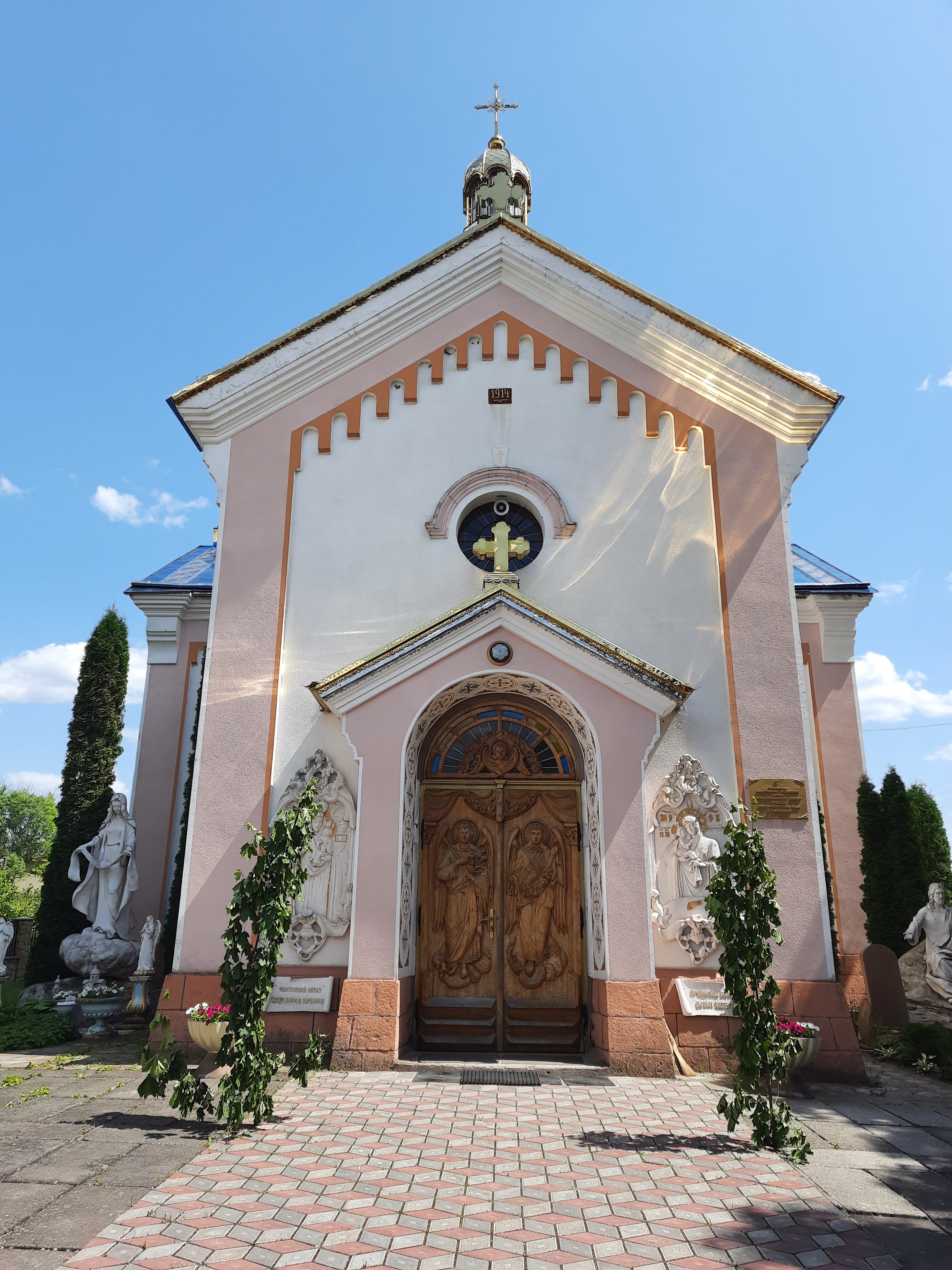
Церква Успіння Пресвятої Богородиці (ПЦУ 1914)

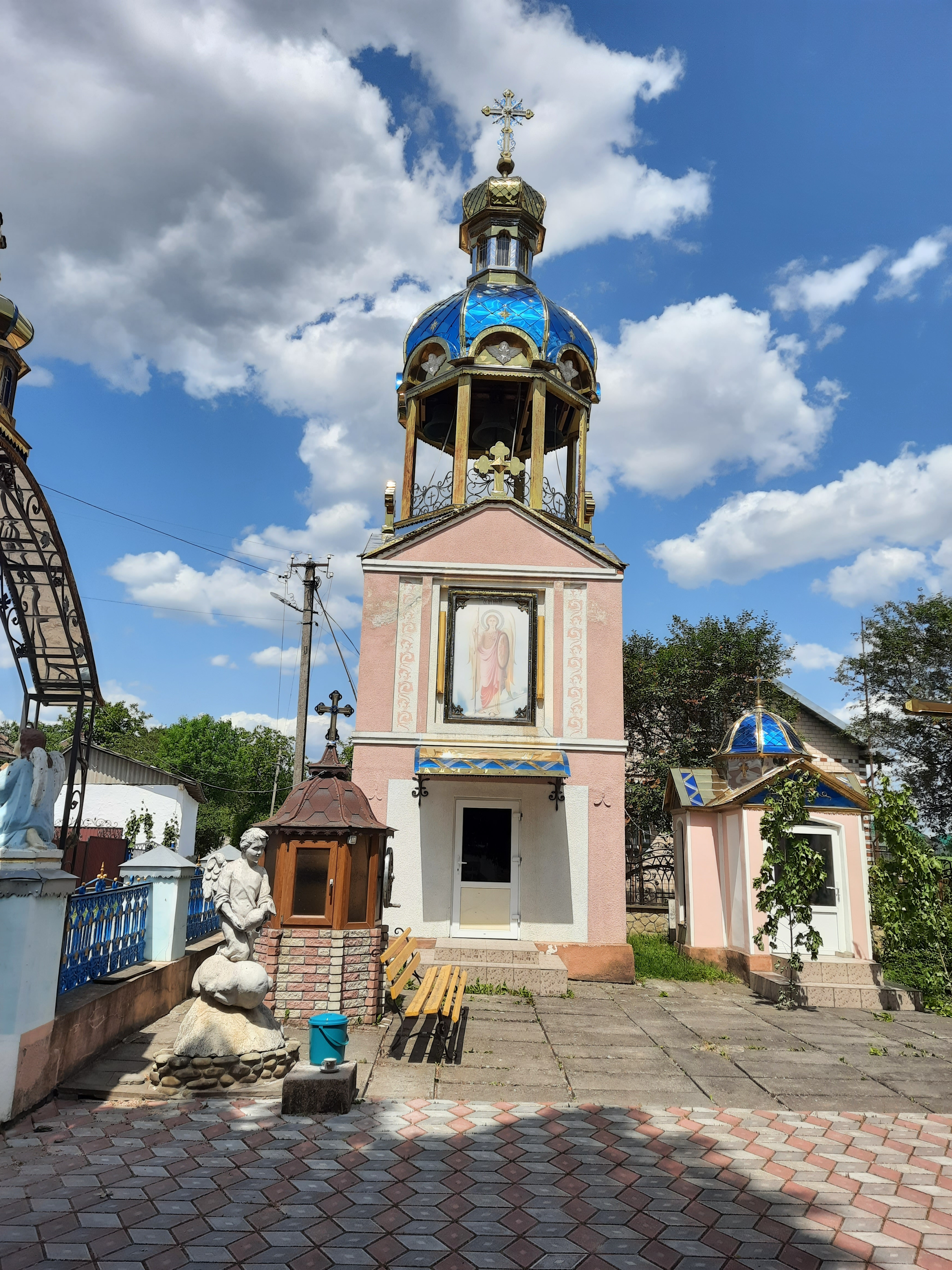
Дзвіниця церкви Успіння Пресвятої Богородиці

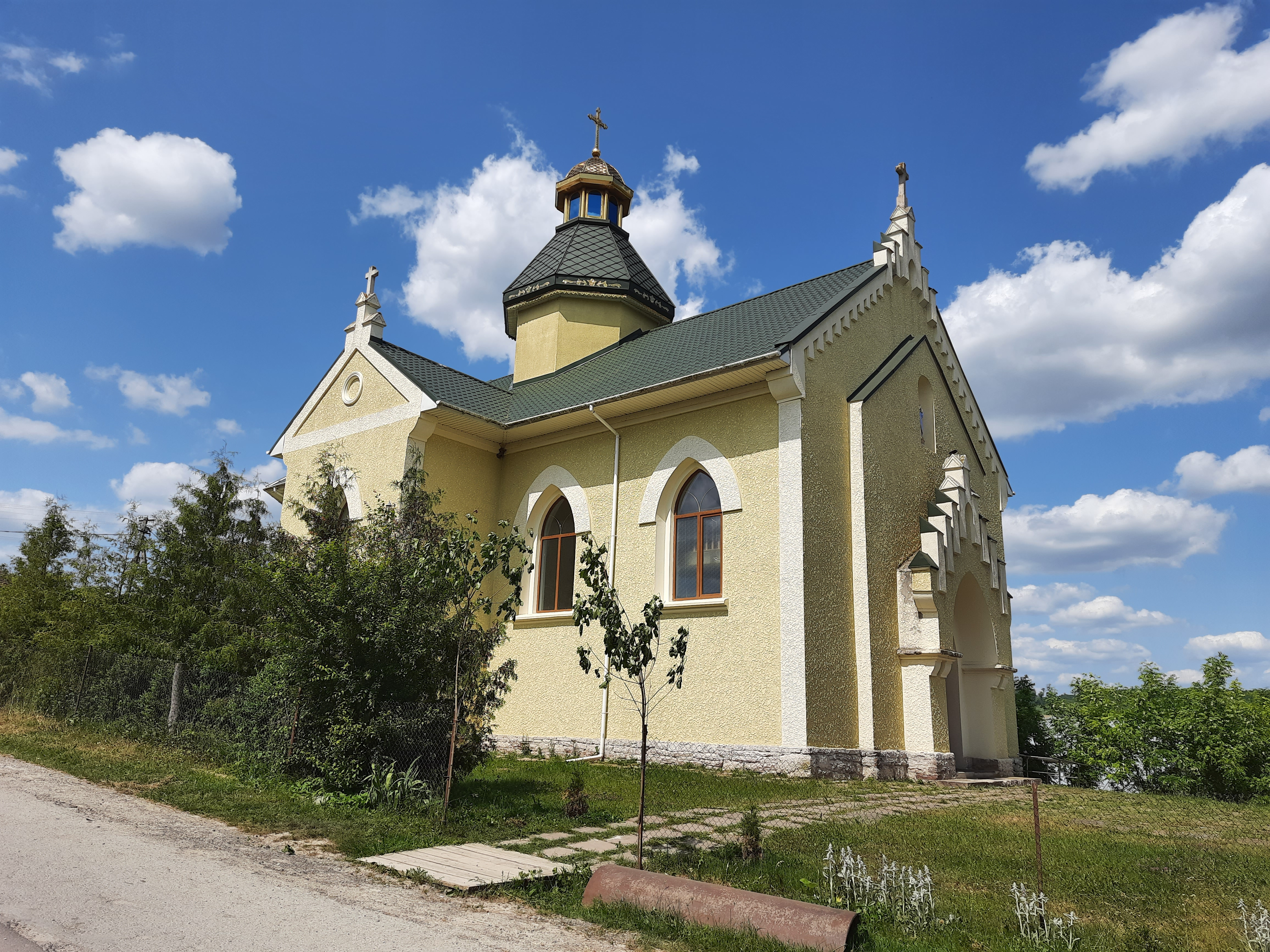
Церква Успіння Пресвятої Богородиці (УГКЦ; 2012; колишній костел, 1910).

Скоро́динці — село в Україні, Тернопільська область, Чортківський район, Чортківська міська громада. Адміністративний центр колишньої Скородинської сільської ради.

## Назва
За переказами, назва походить від трави скорода, що росла в навколишніх лісах; за іншою версією — від слів «скоро день»: скороденці, нібито, так називали мешканців села; за ще однією — від дієслова «скородити» — поселення на випаленому від лісу і заскородженому місці.

## Символіка
Герб с. Скородинці: щит перетятий; у верхньому червоному полі скошені праворуч, вістрями вгору, три золоті стріли; у нижньому чорному – два срібні дзвони.
Прапор с. Скородинці: квадратне полотнище, яке складається із двох горизонтальних рівновеликих смуг, на верхній червоній три жовті стріли, скошені вістрями вгору в бік древка, на нижній чорній – два білі дзвони.
Червоно-чорні кольори підкреслюють патріотичні традиції села. Стріли вказують на перекази про давній монастир і напади монголів. Два дзвони означають історію про переховування дзвонів місцевої церкви під час Другої світової війни.

## Розташування
Розташоване на правому березі р. Серет (ліва притока Дністра), за 12 км від районного центру і 10 км від найближчої залізничної станції Білобожниця.

## Історія

Давня церква у Скородинцях, рисунок Ю.-О. Захарієвича (не пізніше 1898 р.)

### Давні часи
Поблизу села виявлено археологічні пам'ятки середнього палеоліту.

### Середньовіччя, Новий час
Згадується 5 березня 1464 року в книгах галицького суду.
Відоме від 1568 як Сковродинці.

### XX століття
1905 — внаслідок пожежі згоріло більше половини дворів.
1957 — збудовано ГЕС на Скородинському ставу; 1963 — цегельний завод
У 1900 року в селі — 1325 жителів, 1910—1396, 1921—1404, 1931—1420; 1921—271, 1931—302 двори.
На початку XX ст. деякі мешканці Скородинців, рятуючись від злиднів, емігрували в Канаду, Бразилію.
Під час пацифікації (1930) польські жандарми заподіяли шкоду парохіяльним будинкам і господарствам національно свідомих селян.
Після встановлення у 1939 р. радянської влади в селі заарештували Антона Солецького, вбили у криївці (1940) Антона Шевцева; органи НКВС знищили у Чортківській тюрмі жителів Скородинців Степана Лиса й Антона Пелехатого;
20–21 липня 1941 р. розстріляли в місті Умані на Черкащині Стефана Василика, Петра Калабуха, Миколу Футру, Миколу Фількевича, Івана Чайку, Григорія Шевцева.
Навесні 1941 р. заарештовано, виселено і замордовано 18 жителів села.
В УПА воювали жителі Скородинців: Володимир Бандур, Іван Бандур, Михайло Бандур, Богдан Бойчук, Ганна Бойчук, Михайло Гапій, Михайло Каськів, Іван Козів, Михайло Кузіви, Лука Маланчук, Петро Маланчук, Степан Маланчук, Павло Олійник, Антін Пелехатий, Тарас Пшоняк, Степан Романів, Михайло Романюк, Іван Стельмащук, Михайло Стельмащук, Мирослав Стець, Петро Фірман.
У дивізії «Галичина» — М. і П. Підгородецькі.
Під час німецько-радянської війни загинули або пропали безвісти у Червоній армії 55 жителів села:
- Михайло Балабух (нар. 1912),
- Василь Бандура (нар. 1907),
- Іван Бандура (нар. 1903),
- Степан Бандура (нар. 1923),
- Михайло Бойко (нар. 1903),
- Степан Бойко (нар. 1913),
- Іван Бойчук (нар. 1911),
- Михайло Василів (нар. 1895),
- Іван Гадух (нар. 1901),
- Степан Гарциків (нар. 1909),
- Франко Гільчинський (нар. 1910),
- Тадей Дашин (нар. 1921),
- Олексій Дуриш (нар. 1904),
- Василь Ковальчук (нар. 1902),
- Іван Когут (нар. 1909),
- Михайло Когут (нар. 1908),
- Ярослав Костик (нар. 1921),
- Іван Курасевич (нар. 1907),
- Михайло Мазур (нар. 1902)

Після закінчення Другої світової війни поляків зі Скородинців радянська влада переселила в Польщу, майже половину українського населення вивезла у Сибір, натомість до села прибули українці, виселені з Перемишльщини та Сяноччини (Польща), а також калмики з Росії.
З 24 грудня 2019 року Скородинці належать до Чортківської міської громади.
12 червня 2020 року, відповідно до розпорядження Кабінету Міністрів України № 724-р «Про визначення адміністративних центрів та затвердження територій територіальних громад Тернопільської області» увійшло до складу Чортківської міської громади.
19 липня 2020 року, в результаті адміністративно-територіальної реформи та ліквідації Чортківського району (1940—2020), увійшло до складу новоутвореного Чортківського району.

## Релігія
Згідно з дослідженнями Василя Олійника, до 1700 р. в селі були дерев'яна церква святого Михаїла, яку згодом перевезли у с. Майдан (нині Гусятинського району).
- церква Успіння Пресвятої Богородиці (ПЦУ[6], 1914; мурована);
- церква Успіння Пресвятої Богородиці (УГКЦ; 2012; колишній костел, 1910).

У селі є дві каплиці: першу — в 1963, другу — Івана Хрестителя у 1993 році.

## Пам'ятники

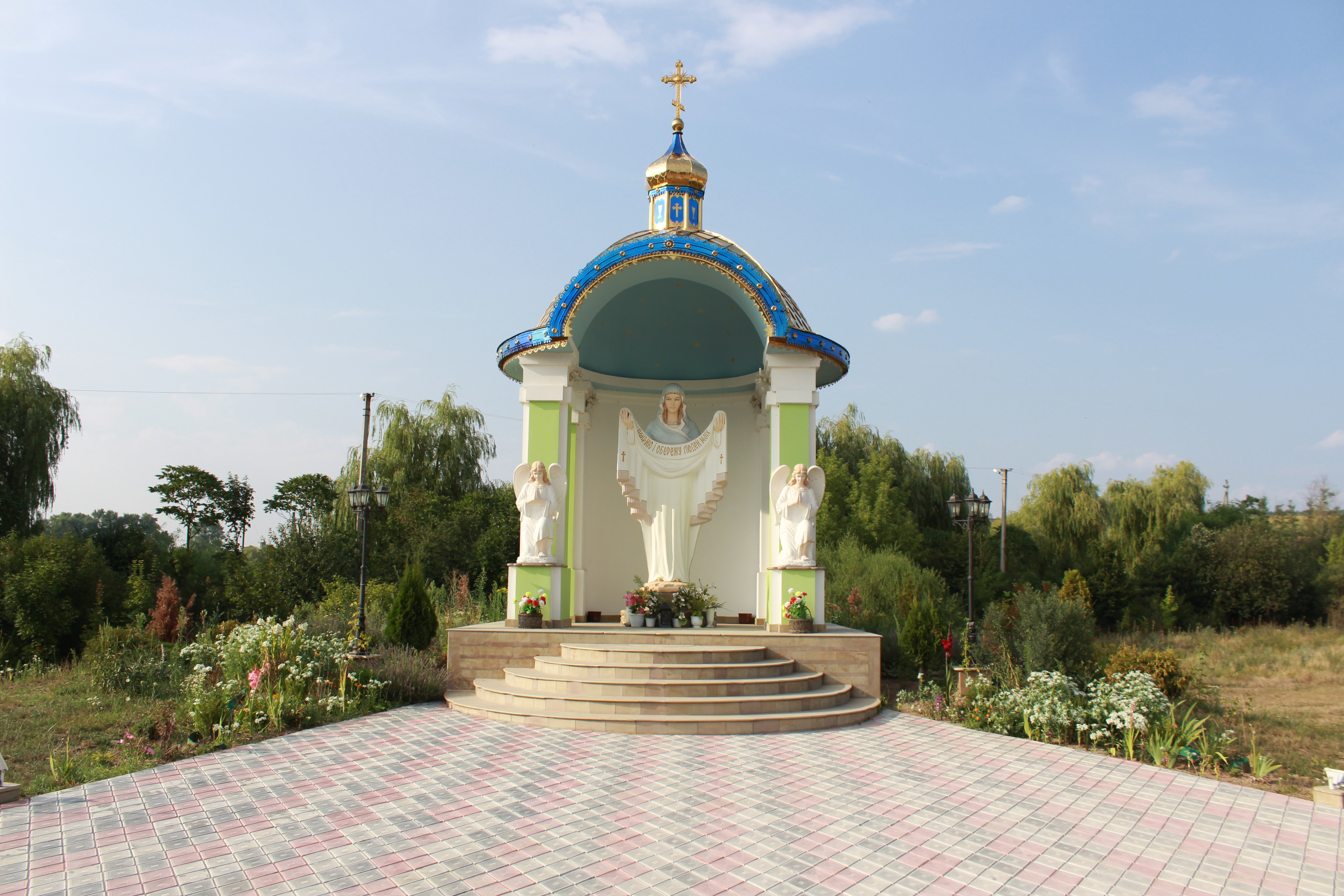
Каплиця УГКЦ

У 1991 р. насипано символічну могилу в пошану Українських Січових Стрільців.
Встановлено
- пам'ятник Тарасу Шевченку (1963)
- хрест на честь Незалежності України (1991)
- пам'ятний хрест на честь скасування панщини (1848)
- фігура Покрови Матері Божої (2012)

## Населення
| 1325 | 1396 | 1404 | 1420 | 657 | 621 |

## Соціальна сфера, господарство
За Австро-Угорщини в Скородинцях функціонував фільварок євреїв Розенкранців.
1905 — внаслідок пожежі згоріло більше половини будівель села. Діяли читальня «Просвіти» (від 1905), філії товариств «Сокіл» (від 1910), «Сільський господар», «Рідна школа», «Відродження» та інших; споживча й кредитова кооперативи; театральний, самоосвітній та інші гуртки, хор, оркестра.
До Першої світової війни в селі працював млин (мурований), знищений за радянської влади (1939—1941), частково відбудований після Другої світової війни.
1935 — жителі спорудили будинок Просвіти, в якому працювали: філії українських товариств, осередок споживчої кооперації, молочарня, дитячий садок та бібліотека.
Нині працюють школа, дитячий садочок, клуб, бібліотека ім. В. Фльорківа, амбулаторія загальної практики та сімейної медицини, відділення зв'язку, торговий заклад, дочірнє підприємство «Цегельник», ТзОВ «Скородинський фільварок», ТзОВ «Обрій», ТзОВ «Серет-Інвест».

## Відомі люди

### Народилися
- Марущак Сергій Петрович (1989—2022) — солдат Збройних сил України, учасник російсько-української війни.
- Василь Олійник (1948—2010) — господарник, доктор економічних наук, професор, громадський діяч;
- Росчіс Ігор Іванович (1973—2022) — солдат Збройних сил України, учасник російсько-української війни.
- Антін Солецький (нар. 1919) — підприємець, громадський діяч;
- Антон Стельмащук (нар. 1947) — вчений у галузі аграрної економіки;
- Ігор Штуник (1972[7]—2017) — український військовий[8].
- Павло Стельмащук (1918—1964) — самодіяльний дириґент, співак (бас), композитор, музикант, фольклорист;
- Степан Стельмащук (1925—2011) — професор, дириґент, композитор, фольклорист, педагог, громадський діяч, лауреат Всеукраїнської премії ім. Братів Богдана і Левка Лепких, упорядник збірника «Сто українських пісень села Скородинці на Тернопільщині» (1967), співавтор двотомника «Пісні Тернопільщини» (1989, 1933 рр.);
- Василь Фльорків (1895—1974) — січовий стрілець, хорунжий УГА, депутат Народних зборів у Львові (жовтень 1939) громадський діяч.
- Ігор Штуник (1972[7]—2017) — український військовий[8], загинув 26 червня 2017-го у зоні бойових дій в Луганській області[9]

### Перебували
- Петро Кулик (нар. 1933). — скульптор, член НСХУ (1992).

## Мережні ресурси
- Skorodyńce // Słownik geograficzny Królestwa Polskiego. — Warszawa : Druk «Wieku», 1889. — Т. X. — S. 702. (пол.)